# デンシル・テオバルド
デンシル・テオバルド（Densill Theobald、1982年6月27日 - ）は、トリニダード・トバゴの元サッカー選手。元トリニダード・トバゴ代表。ポジションはミッドフィールダー。

## 来歴
2002年にトリニダード・トバゴ代表デビュー。トリニダード・トバゴ史上初の出場となった2006 FIFAワールドカップのメンバーにも選ばれ、グループステージ全3試合に出場した。また、CONCACAFゴールドカップには3大会に出場した。2013年までに99試合に出場、2得点をあげた。

## 代表歴

### 出場大会
- トリニダード・トバゴ代表
  - 2006 FIFAワールドカップ

### 試合数
- 国際Aマッチ 99試合 2得点（2002年-2013年）[1]

| トリニダード・トバゴ代表 | 国際Aマッチ | 国際Aマッチ |
| 年                       | 出場        | 得点        |
| ------------------------ | ----------- | ----------- |
| 2002                     | 2           | 0           |
| 2003                     | 0           | 0           |
| 2004                     | 13          | 1           |
| 2005                     | 19          | 0           |
| 2006                     | 8           | 0           |
| 2007                     | 12          | 1           |
| 2008                     | 10          | 0           |
| 2009                     | 4           | 0           |
| 2010                     | 9           | 0           |
| 2011                     | 2           | 0           |
| 2012                     | 10          | 0           |
| 2013                     | 10          | 0           |
| 通算                     | 99          | 2           |